# Nikola Kljusev
Nikola Kljusev [ˈnikɔɫa ˈklusɛf] (kyrillisch Никола Кљусев; * 2. Oktober 1927 in Štip; † 16. Januar 2008 in Skopje) war ein jugoslawischer bzw. mazedonischer Ökonom und Politiker.

## Leben
Er studierte an der Universität Belgrad und wurde 1968 außerordentlicher, 1972 ordentlicher Professor für Wirtschaftswissenschaft an der Universität Skopje. Er war der erste Premierminister nach der Unabhängigkeit und war vom 27. Januar 1991 bis zum 17. August 1992 im Amt. Während dieser Amtszeit war er parteilos. Nach dieser Amtszeit schloss er sich der VMRO-DPMNE an. Von 1998 bis 2000 war er Verteidigungsminister.
| Personendaten    | Personendaten                                          |
| ---------------- | ------------------------------------------------------ |
| NAME             | Kljusev, Nikola                                        |
| ALTERNATIVNAMEN  | Кљусев, Никола                                         |
| KURZBESCHREIBUNG | jugoslawischer bzw. mazedonischer Ökonom und Politiker |
| GEBURTSDATUM     | 2. Oktober 1927                                        |
| GEBURTSORT       | Štip                                                   |
| STERBEDATUM      | 16. Januar 2008                                        |
| STERBEORT        | Skopje                                                 |